# 維景
維景（英語：Wai King，代號Q09）是香港西貢區議會下轄的選區，涵蓋私人屋苑，2007年設立，2015年採用現名，2023年取消，末任區議員為將向天晴成員葉子祈。

## 範圍
選區位於將軍澳南，由維景灣畔組成，名稱亦從中取出，與其相連的選區有坑口西、健明、都善、彩健與及海晉，與觀塘區以將軍澳華人永遠墳場相隔，投票站設於維景灣畔內的香港基督教女青年會將軍澳綜合社會服務處。

## 沿革
2003年區議會選舉，維景灣畔連同有一段距離的將軍澳中心和唐明苑劃為將軍澳市中心選區，由民主黨彭淑儀以四分三得票多於當時未加入民建聯的陳博智勝出。其後因應維景灣畔和都會駅入伙，2006年兩者連同寶邑路以南、唐俊街以西土地改劃為維都選區，而將軍澳中心和唐明苑則改劃為澳唐選區。
2007年區議會選舉，維都選區正式設立，選舉由將軍澳市中心區議員民主黨彭淑儀及來自維景灣畔業主委員會的陳繼偉對壘，結果由陳繼偉當選，差距大約是六四之比，其後陳繼偉大部份時間跟方國珊合作，成為其組織專業動力重要成員，專業動力成員參選時則以獨立候選人身份與泛民建制兩派區隔，被視為中間派。
2011年區議會選舉，位於維都選區範圍內善明邨劃入鄰近的健善選區，使維都選區內以私人樓宇為主，由於沒有其他候選人，陳繼偉自動當選。
2015年區議會選舉，善明邨與都會駅改劃為都善選區，寶邑路以南、唐俊街以西土地則改劃到寶怡選區，本區亦由維都選區回復為維景。今次專業動力陳繼偉繼續參選，結果以近九成高票大敗另一位候選人。
2019年區議會選舉，因應陳繼偉連任多次，得到民主派區選聯盟支持的新組織將向天晴派上新人葉子祈參選，與上屆參選的黃成光形成三人角逐。最終葉子祈以178票之差擊敗陳繼偉，成為該區首位民主派區議員，亦為非建制派相隔12年重新奪回維景灣畔的控制權。陳表示《壹週刊》在投票日前兩星期，刊登一篇其競爭對手的專訪，內容涉及對呈請人的不實描述，其對手將有關不實內容上載到其Facebook專頁。另外呈請人指其對手於專頁自稱「維景社區主任」、聲稱舉辦電影放映會後需取消，及聲稱曾向管理公司反映區內鼠患問題等，均與事實不符。此外呈請人亦投訴其對手在不准做宣傳的地方違規宣傳及漏報開支，引致選舉不公，提出選舉呈請。2021年7月，葉氏因應政府計劃追討協助民主派初選區議員的酬金津貼傳聞所帶動的區議員辭職潮中，辭去區議員職務。

## 歷屆議員
| 屆別                  | 議員   | 政治聯繫 |      |
| --------------------- | ------ | -------- | ---- |
| 2008年－2011年        | 陳繼偉 | 專業動力 |      |
| 2012年－2015年        | 陳繼偉 | 專業動力 |      |
| 2016年－2019年        | 陳繼偉 | 專業動力 |      |
| 2020年－2021年7月11日 | 葉子祈 | 將向天晴 |      |
| 2021年7月12日－2023年 | 懸空   | 懸空     | 懸空 |

## 歷屆選舉結果
| 政党   | 政党       | 候选人    | 票数  | %     | ±      |
| ------ | ---------- | --------- | ----- | ----- | ------ |
|        | 獨立民主派 | ①. 黃成光 | 70    | 1.11  | -9.48  |
|        | 專業動力   | ②. 陳繼偉 | 3,021 | 48.03 | -41.38 |
|        | 將向天晴   | ③. 葉子祈 | 3,199 | 50.86 | 不適用 |
| 多数票 | 多数票     | 多数票    | 178   | 2.83  | -75.99 |

| 政党   | 政党       | 候选人    | 票数  | %     | ±      |
| ------ | ---------- | --------- | ----- | ----- | ------ |
|        | 獨立民主派 | ①. 黃成光 | 357   | 10.59 | 不適用 |
|        | 專業動力   | ②. 陳繼偉 | 3,014 | 89.41 | N/A    |
| 多数票 | 多数票     | 多数票    | 2,657 | 78.82 | 不適用 |

| 政党 | 政党     | 候选人 | 票数     | %   | ±   |
| ---- | -------- | ------ | -------- | --- | --- |
|      | 專業動力 | 陳繼偉 | 自動當選 | N/A | N/A |

| 政党   | 政党     | 候选人    | 票数  | %     | ±      |
| ------ | -------- | --------- | ----- | ----- | ------ |
|        | 民主黨   | ①. 彭淑儀 | 1,330 | 39.64 | 新選區 |
|        | 專業動力 | ②. 陳繼偉 | 2,025 | 60.36 | 新選區 |
| 多数票 | 多数票   | 多数票    | 695   | 20.72 | 新選區 |

| 政党   | 政党         | 候选人    | 票数  | %     | ±      |
| ------ | ------------ | --------- | ----- | ----- | ------ |
|        | 民主黨       | ①. 彭淑儀 | 2,699 | 75.08 | 新選區 |
|        | 新界社團聯會 | ②. 陳博智 | 896   | 24.92 | 新選區 |
| 多数票 | 多数票       | 多数票    | 1,803 | 50.16 | 新選區 |